# انریکه بالنیو
انریکه بالنیو (انگلیسی: Enrique Baliño; ۲۰ ژوئن ۱۹۲۸ – ۱۴ اکتبر ۲۰۱۸) ورزشکار بسکتبال اهل اروگوئه بود.
وی در مسابقات کشوری و بین‌المللی در مجموع برندهٔ ۱ مدال برنز شده‌است.